# Rally de Hungría
El Rally de Hungría, oficialmente Rally Hungary es un evento de rally que tiene lugar en Nyíregyháza, Hungría. El rally se organizó por primera vez en 2018 bajo el nombre de Rally Nyíregyháza, constaba de 17 etapas y 223 km de recorrido, la primera y única edición de este rally fue ganada por el local András Hadik.
En 2019, ya como el Rally de Hungría, el evento fue seleccionado como ronda del Campeonato de Europa de Rally, en sustitución del Rally Acrópolis. Por lo tanto, fue el primer rally húngaro en formar parte del Campeonato de Europa desde 2003 (Rally Fehérvár). El piloto local Frigyes Turán ganó la prueba.

## Palmarés
| Año  | Edición           | Piloto            | Copiloto         | Vehículo               | Serie |
| ---- | ----------------- | ----------------- | ---------------- | ---------------------- | ----- |
| 2018 | Rally Nyíregyháza | András Hadik      | Attila Deák      | Ford Fiesta R5         |       |
| 2019 | 1º Rally Hungary  | Frigyes Turán     | László Bagaméri  | Škoda Fabia R5         | ERC   |
| 2020 | 2º Rally Hungary  | Andreas Mikkelsen | Ola Fløene       | Škoda Fabia Rally2 evo | ERC   |
| 2021 | 3º Rally Hungary  | Mads Østberg      | Torstein Eriksen | Citroën C3 Rally2      | ERC   |
| 2023 | 4º Rally Hungary  | Mads Østberg      | Patrik Barth     | Citroën C3 Rally2      | ERC   |
| 2024 | 5º Rally Hungary  | Simone Tempestini | Sergiu Itu       | Škoda Fabia RS Rally2  | ERC   |
| 2025 | 6º Rally Hungary  | Roope Korhonen    | Anssi Viinikka   | Toyota GR Yaris Rally2 | ERC   |